# Bulgarien ved vinter-OL 1952
Bulgarien deltog ved Vinter-OL 1952 i Oslo med ti sportsudøvere, alle mænd. De deltog i to sportsgrene, alpint skiløb og langrend. Det var Bulgariens tredje deltagelse ved et Vinter-OL, men Bulgariens deltagere vandt ingen medaljer, og den bedste placering, der blev opnået, var som nummer 25 i langrend over distancen 50 km. 

## Medaljer
| 1952 Oslo | Guld | Sølv | Bronze | Total |
| Bulgarien | 0    | 0    | 0      | 0     |